# Vaszilij Petrovics Boriszov
Vaszilij Petrovics Boriszov (orosz betűkkel: Василий Петрович Борисов; Csernoborovkina, 1929. január 10. – Zsukovszkij, 2001. március 30.) szovjet-orosz berepülőpilóta, részt vett több Tupoljev-repülőgép berepülésében.
A Szverdlovi terület Belojarszki járásában található Csernoborovkina faluban, paraszti családban született 1929-ben. 1947-ben végezte el a Szovjet Légierő repülő-iskoláját, majd 1950-ben az Omszki Repülési Főiskolát. 1950-től 1959-ig repülő-oktatóként dolgozott a Szovjet Hadsereg repülő csapatainál. 1953-ban az SZKP tagja lett. 1960-ban elvégezte a szovjet Repülőgépipari Minisztérium berepülőpilóta-tanfolyamát. Ezt követően a Tupoljev tervezőirodánál dolgozott berepülőpilótaként. Közben a Moszkvai Repülési Főiskolán is tanult, ahol 1967-ben kapott diplomát. Részt vett a Tu–22, a Tu–128, a Tu–104, a Tu–124, a Tu–110, a Tu–134, a Tu–144 és a Tu–154 repülőgépek gyári berepülési programjaiban. Ő hajtotta végre az első felszállást a Tu–22M stratégiai bombázóval.
Lakóhelyén, Zsukovszkijban 2001. március 30-án gyilkosság áldozata lett.
Munkásságát számos kitüntetéssel ismerték el. Megkapta a Szovjetunió Hőse kitüntetést, Lenin-rendet és több más magas kitüntetést kapott.